# Transactions of the Royal Society of Edinburgh
Transactions of the Royal Society of Edinburgh, (en abrégé Trans. Roy. Soc. Edinburgh), est une revue scientifique contenant des illustrations et des descriptions biologiques publiée par la Royal Society of Edinburgh depuis 1788.